# Kiki Kogelnik

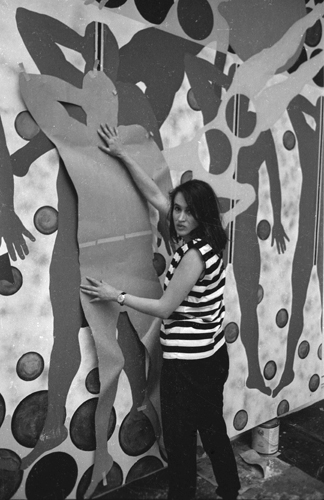
Kiki Kogelnik en los años 60.

Kiki Kogelnik (1935-1997) fue una pintora, escultora y grabadora austroamericana. Nacida en el sur de Austria, estudio en la Academia de Bellas Artes de Viena y se trasladó a Nueva York en 1962. Considerada una de las más importantes artistas del arte pop con orígenes austriacos.

## Vida profesional
Kogelnik comenzó su carrera en la galería Galerie nächst St. Stephan de Viena en 1961, presentando trabajos de arte abstracto. Para aquel tiempo fue inspirada por Serge Poliakoff de la École de Paris, pero luego fundó su género tan peculiar y rodeada por el movimiento de arte pop en Estados Unidos.
Ella se muda a Nueva York en 1962, en donde se une a un grupo muy unido de artistas que incluía a Roy Lichtenstein, Claes Oldenburg, Andy Warhol, Larry Rivers, Tom Wesselmann, Joan Mitchell, Robert Rauschenberg y Jasper Johns, entre otros. el Pop fue un estilo de vida, acompañado por su estilo extravagante, con el cual cautivaba y llamaba la atención a donde iba.
Mientras se encontraba en Londres, en 1966, su estudio de Nueva York fue destruido a causa de un gran incendio. afortunadamente sus trabajos no se encontraban allí, pero su vecino de abajo, el artista norteamericano Alfred Leslie, perdió todos sus trabajos artísticos.
Ese mismo año, Kogelnik se casó con un radioncólogo, el Dr. Georde Schwarz en Londres, en donde en el año 1967 da a luz a su hijo Mono. Poco después regresan a Nueva York. 

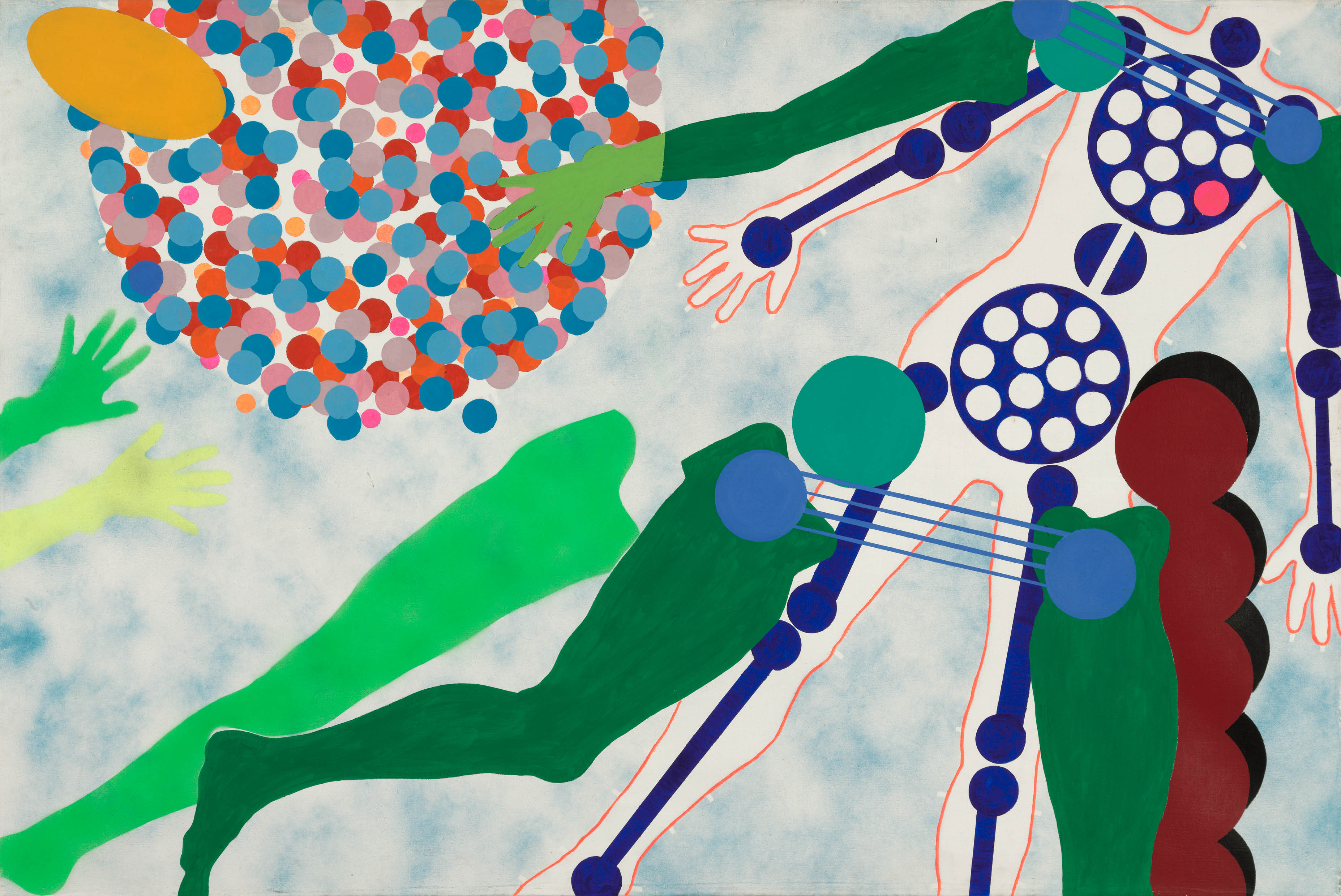
La mujer robot. Obra de Kiki Kogelnik.

En 1969, crea a "Moonhappening", durante el alunizaje de Apolo 11, el cual es exhibido en la Galería Nächst St. Stephan en Viena.

## Muerte y legado
Kiki Kogelnik fallece de cancer el 1 de febrero de 1997 en Vienna. Ella fue sepultada en Bleiburg, Austria. Ese mismo año el museo Belvedere de Viena organizó una retrospectiva de sus trabajos. En 1998 Kogelnik fue condecorada póstumamente con la mayor medalla de artes de Austria, the Austrian Cross of Honour for Science and Art (Cruz de Honor de Ciencia y Arte). Ella fue previamente galardonada, en 1955, por la Ciudad de Viena con el premio por Artes Visuales (Prize for Visual Arts.).
Desde la muerte de la artista, la fundación Kiki Kogelnik, una organización estadounidense sin fines de lucro, con oficinas en Viena y Nueva York. La misión de la misma era la protección de documentos, investigar y perpetuar el creativo legado de Kiki Kogelnik. 
En 2003, la Oficina Postal de Austria lanzó una estampilla de 55 centavos de euros incluyendo una pintura de Kogelnik que data de 1973, Prenez Le Temps d’Aimer.
- Datos: Q1741200
- Multimedia: Kiki Kogelnik / Q1741200